# Maximilian Mittelstädt
Maximilian Mittelstädt (* 18. března 1997 Berlín) je německý profesionální fotbalista, který hraje na pozici levého obránce za německý klub VfB Stuttgart a za německý národní tým.
Hrál také za Herthu BSC.
Od roku 2024 reprezentuje Německo. Účastník Mistrovství Evropy ve fotbale 2024.

## Klubová kariéra
Mittelstädt debutoval v první lize 2. březen 2016 proti Eintrachtu Frankfurt, do zápasu přišel jako náhradník v 90. minutě za Salomona Kaloua. Dne 30. října 2018 vstřelil svůj první soutěžní gól za Herthu BSC při zápasu v DFB-Pokalu proti SV Darmstadtu 98.
Dne 7. června 2023 podepsal Mittelstädt smlouvu s VfB Stuttgartem na tříletý kontrakt. V sezóně 2023/24 dosáhl nejvyšší úspěšnosti v driblování v Bundeslize (s procentuální úspěšností 61 %), čímž sehrál klíčovou roli v kvalifikaci svého klubu do Ligy mistrů UEFA. 

## Reprezentační kariéra
Mittelstädt byl do reprezentace poprvé povolán v roce 2024. V přátelském zápase proti Nizozemsku vstřelil gól.